# Aquae in Numidia
Aquae in Numidia (łac. Diocesis Aquensis in Numidia) – stolica historycznej diecezji w Cesarstwie rzymskim w prowincji Numidia zlikwidowana w VII w. podczas ekspansji islamskiej, współcześnie w północnej Algierii. Obecnie katolickie biskupstwo tytularne. 

## Biskupi tytularni
| Lp. | Biskup                   | Funkcja                                    | Od               | Do               |
| --- | ------------------------ | ------------------------------------------ | ---------------- | ---------------- |
| 1   | Félix Scalais            | emerytowany arcybiskup Léopoldville (Zair) | 7 lipca 1964     | 17 sierpnia 1967 |
| 2   | Francis James Harrison   | biskup pomocniczy Syracuse (USA)           | 1 marca 1971     | 9 listopada 1976 |
| 3   | Patrick Laurence Murphy  | biskup pomocniczy Sydney (Australia)       | 20 grudnia 1976  | 8 kwietnia 1986  |
| 4   | Juan Luis Martin Buisson | wikariusz apostolski Pucallpa (Peru)       | 18 kwietnia 1986 |                  |